# HP 9000

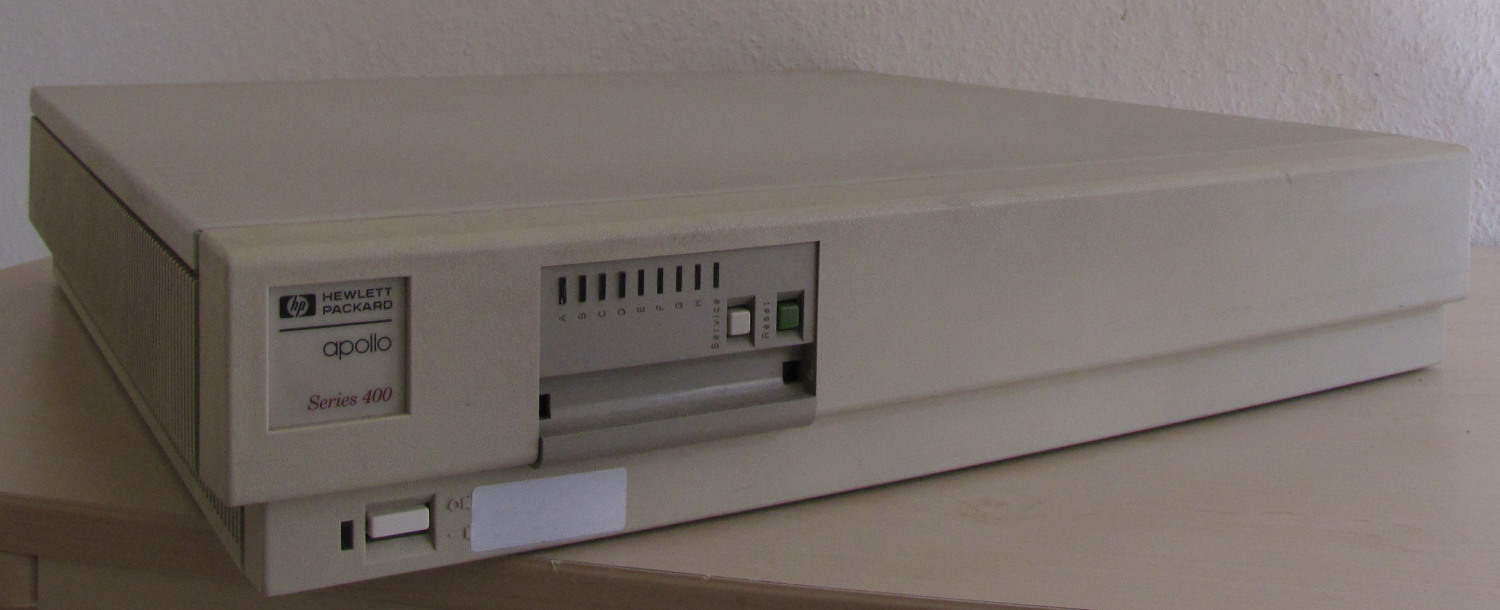
HP Apollo 9000 400t

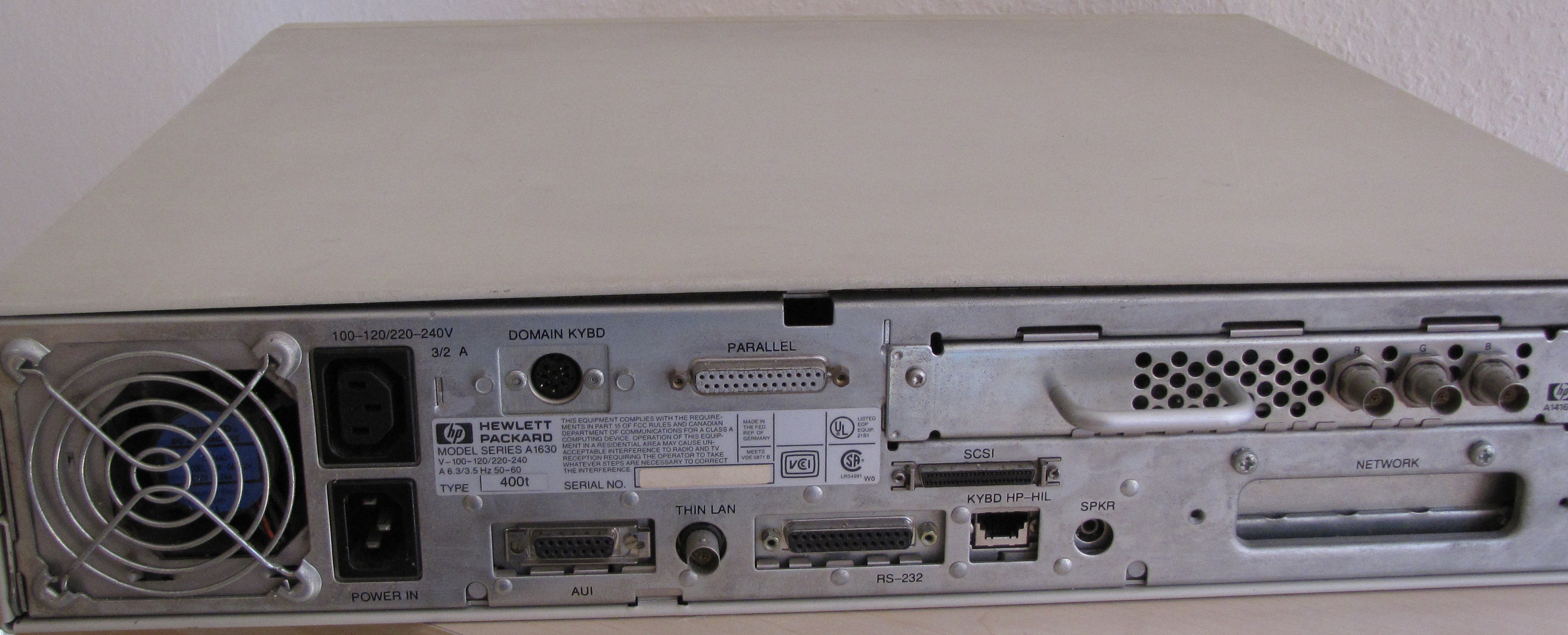
Rückseite der 400t

HP 9000 ist die Bezeichnung für die ab 1982 von Hewlett Packard gefertigten, HP-UX-basierten Workstations und Server-Systeme. Nachdem 1982 die Workstation HP 9020 (laut Werbung der Mainframe für den Desktop des Ingenieurs oder Entwicklers) mit der HP-eigenen 32-Bit-FOCUS-Architektur entwickelt wurde, entschied Hewlett-Packard, alle technischen Workstations als HP 9000 zu vermarkten. Aus der 32-Bit-Workstation HP-9020 wurde HP 9000 Model 520, danach folgte das 16-Bit-Modell HP-9836 (auf Motorola basierend), das zur HP 9000 Model 236 wurde. Ab 1985 waren alle HP-9000-Systeme mit 32-Bit-68k-CPUs aus dem Hause Motorola bestückt. Die neueren Systeme mit Motorola-Design wurden als HP 9000 Serie 300 vertrieben. 1989 übernahm HP den Workstation-Hersteller Apollo Computer und bot ab 1990 deren ebenfalls vorwiegend Motorola-68k-basierte Systeme als HP Apollo 9000 series 400 an. Neben HP-UX konnten die Workstations der Serie 400 alternativ auch mit dem von Apollo übernommenen Domain/OS betrieben werden. 

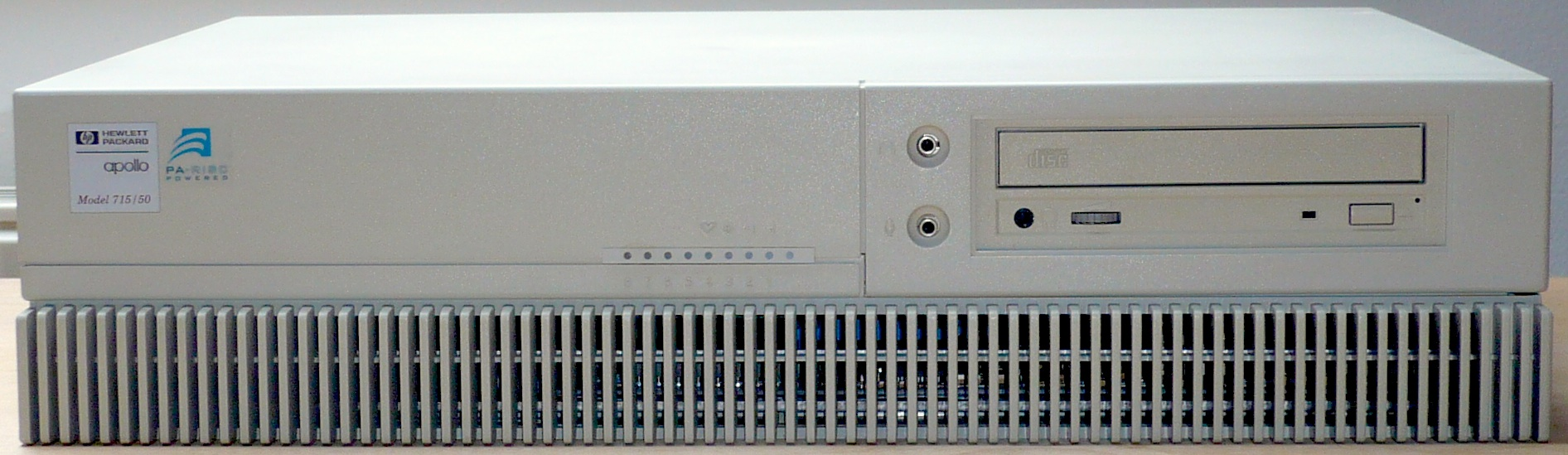
HP 9000 715

Mit der Entwicklung der eigenen PA-RISC-CPU-Architektur wurden die Serien 700 für die Workstations und 800 für die Server eingeführt. In den ersten Jahren war diese Nummerierung die einzige Namensgebung für Server und Workstations (z. B. 735 Workstation) dieser Generation. Später wurde dazu übergegangen, die Systeme mit Buchstaben zu klassifizieren, um auch Leistungs-Kategorien gegeneinander abzugrenzen, die sich vorher nur kryptisch aus der Nummerierung herauslesen ließen. In der 700 Serie gab es auch Embedded-Computer mit VMEbus unter der Bezeichnung Industrial Workstation. 
Aber auch den bis heute gültigen Buchstaben-Klassifizierungen liegen die Nummerierungen zugrunde. Entsprechende Systemmeldungen, zum Beispiel mit dem UNIX-Befehl uname, liefern Systemnummern wie eine 785.
Mit der Umstrukturierung des Bezeichnungsschemas wurde auch nach und nach der hauseigene GSC-Bus abgelöst. War zunächst der PCI-Bus über einen Adapter an den GSC-Bus angebunden, wurde mit der Workstationserie B1000 endgültig auf PCI umgeschwenkt, um 2004 ebenfalls abgelöst zu werden. Als Ersatz, bei der bislang letzten PA-RISC-Workstation von Hewlett Packard, kam nun eine Kombination aus PCI-X und AGP zum Einsatz.